# Мексикано-турецкие отношения
Мексикано-турецкие отношения — двусторонние дипломатические отношения между Мексикой и Турцией.

## История
В 1864 году состоялся первый официальный контакт между Мексикой и Османской империей, когда мексиканский император Максимилиан I отправил эмиссаров в другие государства, чтобы добиться официального признания своего правления в стране. В 1928 году были установлены официальные дипломатические отношения между странами, после распада Османской империи и образования Турции Мустафой Кемалем Ататюрком. В том же году обе страны подписали Соглашение о дружбе и открыли дипломатические представительства в столицах друг друга. В 1962 году дипломатические миссии были повышены до статуса посольства.
В июне 1992 года секретарь иностранных дел Мексики Фернандо Солана совершил официальный визит в Турцию, став первым правительственным мексиканским политиком высшего уровня посетившим эту страну. Фернандо Солана и министр иностранных дел Турции Сулейман Демирель подписали соглашения о сотрудничестве в области культуры, а также об отмене визовых требований для владельцев дипломатических паспортов этих стран. Обе страны также договорились создать механизм политических консультаций для обсуждения двусторонних и многосторонних вопросов.
В 2013 году состоялся исторический визит президента Мексики Энрике Пенья Ньето в Турцию, во время которого он подписал следующие соглашения: Об установлении прямых авиарейсов между Мексикой и Турцией, о взаимном сотрудничество в борьбе с преступностью и организованным терроризмом, о взаимном сотрудничестве в борьбе с незаконным оборотом наркотиков, о двойном налогообложении, об обмене таможенной информацией.
Мексика и Турция считаются региональными державами и играют большую роль в международном сообществе. Обе страны поддерживают друг друга дипломатически, особенно в Организации Объединённых Наций, Мексика поддерживает позицию Турции по Гражданской войне в Сирии. В 2013 году Мексика предоставила Турции 1 млн долларов США в качестве поддержки более миллиона сирийских беженцев, которые на то время были в этой стране.

## Торговые отношения
В 2016 году товарооборот между странами составил сумму 969 миллионов долларов США. Турция является 47-м крупнейшим торговым партнёром Мексики. Экспорт Мексики в Турцию: пшеница, телефоны и транспортные средства. Экспорт Турции в Мексику: текстильные изделия, продукция из меди и алюминия. Мексиканские многонациональные компании, такие как: Cemex, Gruma и Zinc Nacional, работают в Турции и вложили в экономику этой страны более 600 миллионов долларов США. В Мексике также действуют турецкие многонациональные компании, такие как: Orphan Holding, Tekno Kauch и Toto Max. Мексика и Турция ведут переговоры по подписанию соглашения о свободной торговле.